# Szemüveges réce
A szemüveges réce (Speculanas specularis) a madarak osztályának lúdalakúak (Anseriformes) rendjébe és a récefélék (Anatidae) családjába tartozó Speculanas nem egyetlen faja.
Egyes rendszerezések az Anas nembe sorolják Anas specularis néven.

## Előfordulása
Argentína és Chile területén honos, kóborlásai során eljut a Falkland-szigetekre is. Természetes élőhelye folyók és tavak mellett van.

## Megjelenése
Testhossza 46-54 centiméter.
|  |